# Miracolo Piceno Calcio a 5
L'Associazione Sportiva Miracolo Piceno Calcio a 5 è stata una squadra italiana di calcio a 5 con sede ad Ascoli Piceno.

## Storia
La società nasce il 31 luglio 1996 dalla volontà di un gruppo di amici il cui scopo era divertirsi nel proprio tempo libero. Con l'aiuto economico dell'ingegner Amadio Scaramucci, nella stagione 1996-97 la società si iscrive al campionato di serie C2 provinciale e, al primo tentativo, riesce con grande determinazione ad ottenere la promozione alla categoria superiore. In questa stagione nasce inoltre il settore giovanile, che raggiungerà per ben due volte i sedicesimi di finale prima nel campionato nazionale di squadre Under 18 e in seguito in quello Under 21.
La stagione seguente la rosa viene rinforzata con alcuni elementi di esperienza, centrando nuovamente la promozione dopo lo spareggio giocato contro la Palombina. Nella stagione 1998-99 la società si affaccia quindi al campionato nazionale di serie B, ottenendo la salvezza solamente dopo aver vinto i play-out contro l'Avezzano. Nelle stagioni successive la squadra comincia ad acquisire dimestichezza con la categoria, arrivando a partecipare ai play-off nella stagione 2001-02.
La promozione in serie A2 giunge comunque la stagione successiva, grazie alla vittoria del girone C della categoria. All'esordio in serie A2 la società si classifica terza nel girone A, partecipando ai play-off ma venendo sconfitta in semifinale dalla Giemme Reggio Emilia. Anche la stagione seguente raggiunge la semifinale play-off dello stesso girone, venendo sconfitta dal Terni; il pivot Alemão vince inoltre la classifica dei marcatori, mettendo a segno 61 reti in 25 partite. Il decimo posto della stagione 2005-06 e i play-out persi per mano del Dese pongono fine all'esperienza in serie A2, riportando il Miracolo in terza serie dopo tre anni di assenza.
Eccetto la stagione 2006-07 in cui raggiunge i play-off, nelle annate successive la squadra disputa campionati di medio-bassa classifica, dovendo ricorrere in alcuni casi ai play-out per mantenere la categoria. Nell'estate del 2011 la società cede il proprio titolo sportivo al Caffè Portos, diventato a sua volta "Futsal Portos".

## Statistiche e record
| Livello | Categoria | Partecipazioni | Debutto   | Ultima stagione | Totale |
| ------- | --------- | -------------- | --------- | --------------- | ------ |
| 2°      | Serie A2  | 3              | 2003-2004 | 2005-2006       | 3      |
| 3°      | Serie C   | 1              | 1997-1998 | 1997-1998       | 11     |
| 3°      | Serie B   | 10             | 1998-1999 | 2010-2011       | 11     |
| 4º      | Serie D   | 1              | 1996-1997 | 1996-1997       | 1      |

## Organigramma societario
- Presidente: Amadio Scaramucci
- Vice Presidente: Paolo Benedetti
- Segretario generale: Antonio Bellini
- Tesoriere: Enrico Bellini
- Consiglieri: Tommaso Pietropaolo, Agostino Di Dalmazio, Stefano Di Cesare, Claudio Pizi, Roberto Cappelli